# 6-MAM
La 6-monoacetilmorfina (6-MAM) è un metabolita attivo dell'eroina.
Una volta assunta, l'eroina (diacetilmorfina) viene rapidamente metabolizzata ad opera di enzimi denominati esterasi e trasformata in tre metaboliti aventi attività stupefacente: la morfina, la 3-monoacetilmorfina e la 6-monoacetilmorfina. Quest'ultima, che è la molecola più attiva delle tre, viene in parte a sua volta metabolizzata in morfina, e in parte escreta con le urine.
Il riconoscimento della presenza della 6-MAM nelle urine, mediante una specifica ricerca della sostanza, indica inequivocabilmente che il soggetto ha assunto eroina nelle ultime 24 ore, mentre il test che svela la presenza generica di morfina nelle urine è positivo anche se sono state assunte altre sostanze quali ad esempio la codeina contenuta in alcuni preparati analgesici o in alcuni sciroppi per la tosse.
La 6-MAM è un prodotto liposolubile e come tale penetra facilmente la barriera emato-encefalica. Poiché il radicale acetilico è legato al gruppo 6 mentre il gruppo 3, responsabile del legame con i recettori μ dell'encefalo, è libero, la 6-MAM presenta un'altissima affinità per il tessuto cerebrale e produce quindi effetti molto più rapidi e forti dell'eroina stessa.

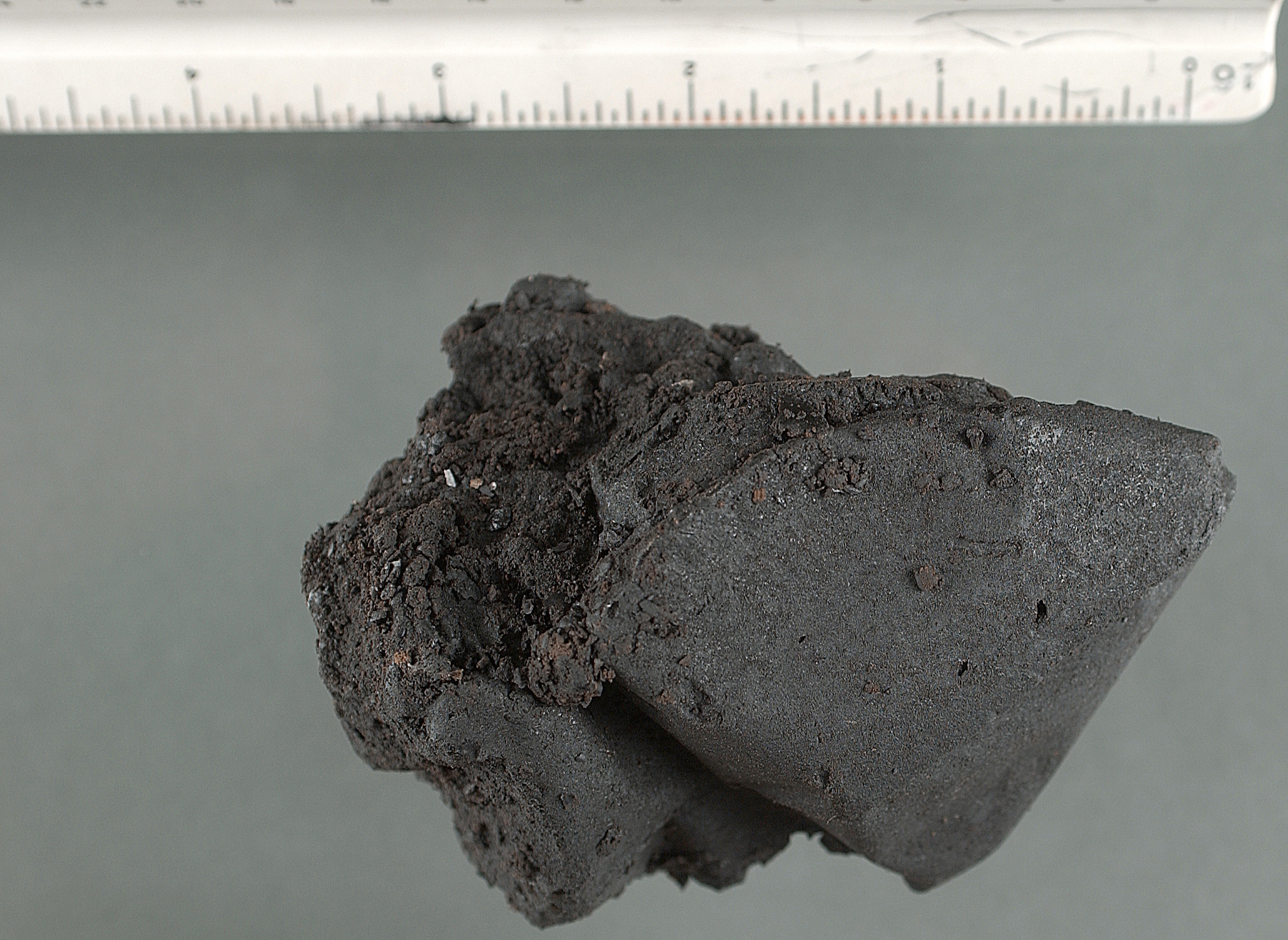
Un frammento di black tar

È tuttavia difficile da sintetizzare in quanto i laboratori clandestini non sono in grado di acetilare la morfina selettivamente in posizione 6. È però verosimile che alcune partite di black tar (catrame nero o eroina nera) prodotte in Messico e smerciate negli USA contengano una rilevante percentuale di 6-MAM. Per tale motivo, una sostanza meno raffinata potrebbe essere più potente rispetto alle varietà prodotte sotto forma di polvere.
In Italia potrebbe essere stata prodotta localmente ed essere la responsabile di una serie di morti per overdose avvenute nell'estate del 2009.